# William Wolbert
William Wolbert (1883 – 12 de diciembre de 1918) fue un actor y director cinematográfico de nacionalidad estadounidense, activo en la época del cine mudo.

## Biografía
Nacido en Petersburg, Virginia, debutó en el cine en 1913, año en el que trabajó como actor en By Impulse, un cortometraje de Balboa Amusement Producing Company. A lo largo de su breve carrera, que duró hasta el año 1918, Wolbert actuó en treinta y tres filmes, dirigió treinta y seis y escribió el guion de cinco. 
William Wolbert falleció en 1918 en Los Ángeles, California, a causa de una neumonía. Tenía únicamente 35 años.

## Selección de su filmografía

### Director
- You've Got to Pay (1913)
- Abide with Me (1914)
- The Tomboy (1915)
- The Wanderers (1916)
- Ashes (1916)
- Pep's Legacy (1916)
- Billy Smoke (1917)

### Actor
- By Impulse (1913)
- You've Got to Pay, de William Wolbert (1913)
- The Moth and the Flame (1913)
- Angel Paradise, de Marshall Farnum (1914)
- The Power of Print, de Charles Dudley (1914)
- All on Account of Polly (1914)
- Abide with Me, de William Wolbert (1914)
- The Spider and Her Web